# Ala al-Din Kaykubad III
Alà-ad-Din Kayqubad III fou un sultà de Rum, no reconegut. El mateix nom porta un altre sultà, net de Kaykaws II, que va regnar efectivament del 1298 al 1303 (vegeu Kaykubad III)
A la mort de Kaykhusraw III, el març de 1284, la seva mare va reclamar el tron per als seus nets. No obstant, Ghiyath-ad-Din Massud II, fill de Kaykaws II, fou col·locat pels mongols al tron (juny de 1284); llavors la reina mare, aprofitant una absència de Massud II, que residia sovint a Kayseri, i en no trobar oposició en els mongols il-kànides per la seva situació interna (a causa de la queixa dels mamelucs d'Egipte pels crims a Anatòlia com a incompatibles amb la fraternitat musulmana, el kan Ahmad Tegüder, que era musulmà, va destituir el seu germà Kangirtay o Konghurtay i el va fer executar), va demanar ajut al aixràfida Sayf-ad-Din Sulayman Bey I, que havia estat nomenat vers 1278 per l'executat sultà seljúcida de Konya Kaykhusraw III (1265–1284) com a amir de les marques militars; Sulayman va donar suport a la reina mare i va començar a atacar la regió de Konya i Ak Shehir. El 14 de maig de 1285 Sulayman fou nomenat beglerbegi i regent del príncep Alà-ad-Din Kayqubad III, al qual corresponia la successió legitima, mentre Massud romania a Kayseri però conservava el suport mongol encara que aquest no es manifestava. Güneri Bey, beg dels Karaman-oğhlu o Karamanoğulları, que donava suport al príncep, també va rebre el nomenament de beglerbegi i corregent. Poc després (1285) el nou sultà il-kànida Arghun Khan, proclamat l'agost del 1284, va ordenar restaurar Massud II i va fer executar a Kayqubad III i el seu germà, restablint l'anterior sultà altra vegada al poder a Konya (Massud romania a Kayseri). Sulayman es va haver de retirar a Beyşehir i Güneri Bey cap als seus dominis.